# Song Zhenzong
Zhenzong (23 de diciembre de 968-23 de marzo de 1022) fue el tercer emperador de la dinastía Song de China. Su nombre de nacimiento era Zhao Heng. Reinó entre 997 y 1022. Zhenzong Fue hijo del emperador Taizong.
Durante el reino de Zhenzong se consolidó el poder de la dinastía y por el humillante pacto de 1005 con el Kitán de la dinastía Liao que dio a China un siglo de paz al admitir la inferioridad del imperio con respecto al Kitán. Zhenzong impulsó la predominancia del Daoismo en la corte imperial. Fue durante su reinado que se descubrieron los llamados Textos celestiales para gloria de la familia Zhao. También se llevaron a cabo durante su reinado los muy controvertidos sacrificios imperiales en el Monte Tai.
Zhenzong fue responsable de ordenar el envío de 30 000 bultos (bushels, aproximadamente 36 decímetros cúbicos) con gérmenes de arroz de rápida cosecha de la provincia Fukien hacia la cuenca baja del Yangtze en 1011-1012, con lo cual se mejoró la producción agrícola del imperio.
Hacia el final de su reinado Zhenzong perdió la cordura y fue su emperatriz Liu (986?-1032) quien asumió el poder. Luego de la muerte del emperador, la emperatriz fue regente del emperador Renzong por 11 años.
Zhenzong fue enterrado en lo que ahora se conoce como el Mausoleo Yongding, en la provincia de Henan.

## Arqueología
Excavaciones arqueológicas realizadas realizadas durante el siglo XX dieron con artefactos de la época de las dinastías Tang y Song, algunos de ellos pertenecientes al emperador Zhenzong. Estos artefactos llegaron a las manos del general musulmán Ma Hongkui del Kuomintang, quien decidió no hacer público el hallazgo. Entre los artefactos había una tableta de mármol de la dinastía Tang, uñas de oro y bandas metálicas. Después de la muerte del general Ma, su esposa viajó a Taiwán desde Estados Unidos para entregar los artefactos a Chiang Kai-shek, quien los ubicó en el Museo Nacional del Palacio en Taipéi.